# Lilium albanicum
Lilium albanicum é uma espécie de planta com flor, pertencente à família Liliaceae. É nativa da Albania.